# Antoni Durafour
Antoni Durafour – podpułkownik 2. Regimentu Pieszego Buławy Wielkiej Litewskiej od 1793 roku, uczestnik wojny polsko-rosyjskiej 1792 roku, odznaczony Orderem Virtuti Militari w 1792 roku.